# ショウジョウバエ
ショウジョウバエ（猩猩蠅）は、ハエ目（双翅目）・ショウジョウバエ科 (Drosophilidae) に属するハエの総称である。科学の分野では、その一種であるキイロショウジョウバエ (Drosophila melanogaster) のことをこう呼ぶことが多い。この種に関しては非常に多くの分野での研究が行われているが、それらに関してはキイロショウジョウバエの項を参照。本項ではこの科全般を扱う。

## 名称
ショウジョウバエの和名は、代表的な種が赤い目を持つことや酒に好んで集まることから、顔の赤い酒飲みの妖怪「猩々」にちなんで名付けられた。日本では、俗にコバエ（小蝿）やスバエ（酢蝿）などとも呼ばれる。学名の Drosophila は、「湿気・露を好む」というギリシャ語 δροσος (drosos) + φιλα (phila) にちなむ。これは、ドイツ語での通称が「露バエ」を意味する Taufliegen (Tau + Fliegen) であることによる。英語では、俗に fruit fly（果実蝿）、 vinegar fly（酢蝿）、wine fly（ワイン蝿）などと呼ばれる。

## 生態
ショウジョウバエ科には3,000を超える種が記載されている。

## 下位分類
- ショウジョウバエ亜科 Drosophilinae
  - Drosophilini族
    - ショウジョウバエ属 Drosophila

  - クラドチャエティ二族
- カブトショウジョウバエ亜科 Steganinae

## ショウジョウバエ属
ショウジョウバエ属は17亜属に分類され、日本には7亜属が生息する。多くの種は体長3mm前後と小さく、自然界では熟した果物類や樹液およびそこに生育する天然の酵母を食料とする。酵母は果実や樹液を代謝してアルコール発酵を行うため、ショウジョウバエは酒や酢に誘引されると考えられる。大半の種は糞便や腐敗動物質といったタイプの汚物には接触しないため、病原菌の媒体になることはない。

### ショウジョウバエ属の分類

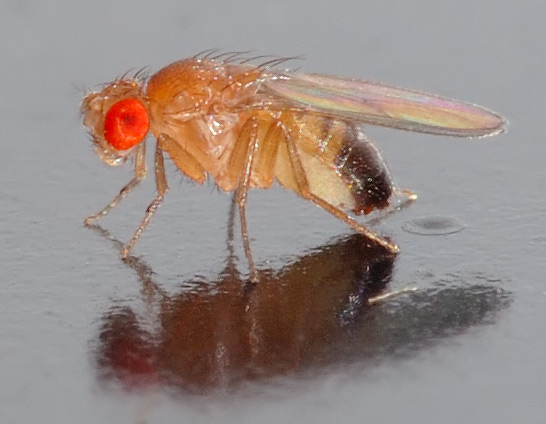
キイロショウジョウバエの成虫（オス）

ショウジョウバエ属は17亜属に分類され、日本には7亜属が生息する。以下に日本で見られるものについて示す。スターティヴァントは亜属を Drosophila のアナグラムで命名した。
- ショウジョウバエ属 Drosophila Fallen
  - マメジョウバエ亜属 Scaptodrosophila 10種
  - ニセオトヒメショウジョウバエ亜属 Psilodorha 1種
  - フサショウジョウバエ亜属 Hirtodrosophila  2種
  - ニセヒメショウジョウバエ亜属 Lordiphosa 8種
  - シマショウジョウバエ亜属 Sophophora Sturtevant 28種
    - ウスグロショウジョウバエ種群 D. obscura sp. group
      - ウスグロショウジョウバエ D. obscura

    - キイロショウジョウバエ種群 D. melanogaster sp. group
      - キイロショウジョウバエ D. melanogaster
      - オナジショウジョウバエ D. simulans

  - ショウジョウバエ亜属 Drosophila Fallen 38種
    - クロショウジョウバエ種群 D. virilis sp. group
      - クロショウジョウバエ D. virilis

  - ヒョウモンショウジョウバエ亜属 Dorsilopha Sturtevant 1種

## 青い光
2017年8月、ショウジョウバエに青い光を当てると死ぬ原因を日本人の高校生が解明した。青い光を当てるとショウジョウバエの体内の活性酸素が細胞を傷つける酸化ストレスが強まり、細胞が自ら死ぬアポトーシスを促すことが原因とされる。